# Trichosteleum gabonense
Trichosteleum gabonense är en bladmossart som beskrevs av Brotherus och Potier de la Varde 1925. Trichosteleum gabonense ingår i släktet Trichosteleum och familjen Sematophyllaceae. Inga underarter finns listade i Catalogue of Life.